# Spallerhof
Spallerhof ist ein Stadtteil in der oberösterreichischen Landeshauptstadt Linz, der ebenso wie die Spallerhofstraße nach dem ehemaligen Bauerngut Spallerhof benannt ist.

## Geographie
Der Stadtteil Spallerhof liegt im Süden des Zentrums von Linz. Er wird im Norden und Westen von der Mühlkreis Autobahn, im Süden durch die Salzburger Straße und die Willingerstraße und im Osten durch die Westbahn begrenzt. Das Viertel grenzt im Norden an den Stadtteil Bulgariplatz, im Osten an den Stadtteil Industriegebiet-Hafen, im Süden an Kleinmünchen-Auwiesen und im Westen an Bindermichl-Keferfeld.
Der Stadtteil Spallerhof liegt größtenteils in der Katastralgemeinde Waldegg (KG 45210). Das Gebiet östlich der Wiener Straße gehört aber zu den Katastralgemeinden Lustenau (KG 45204) und St. Peter (KG 45208).

## Geschichte

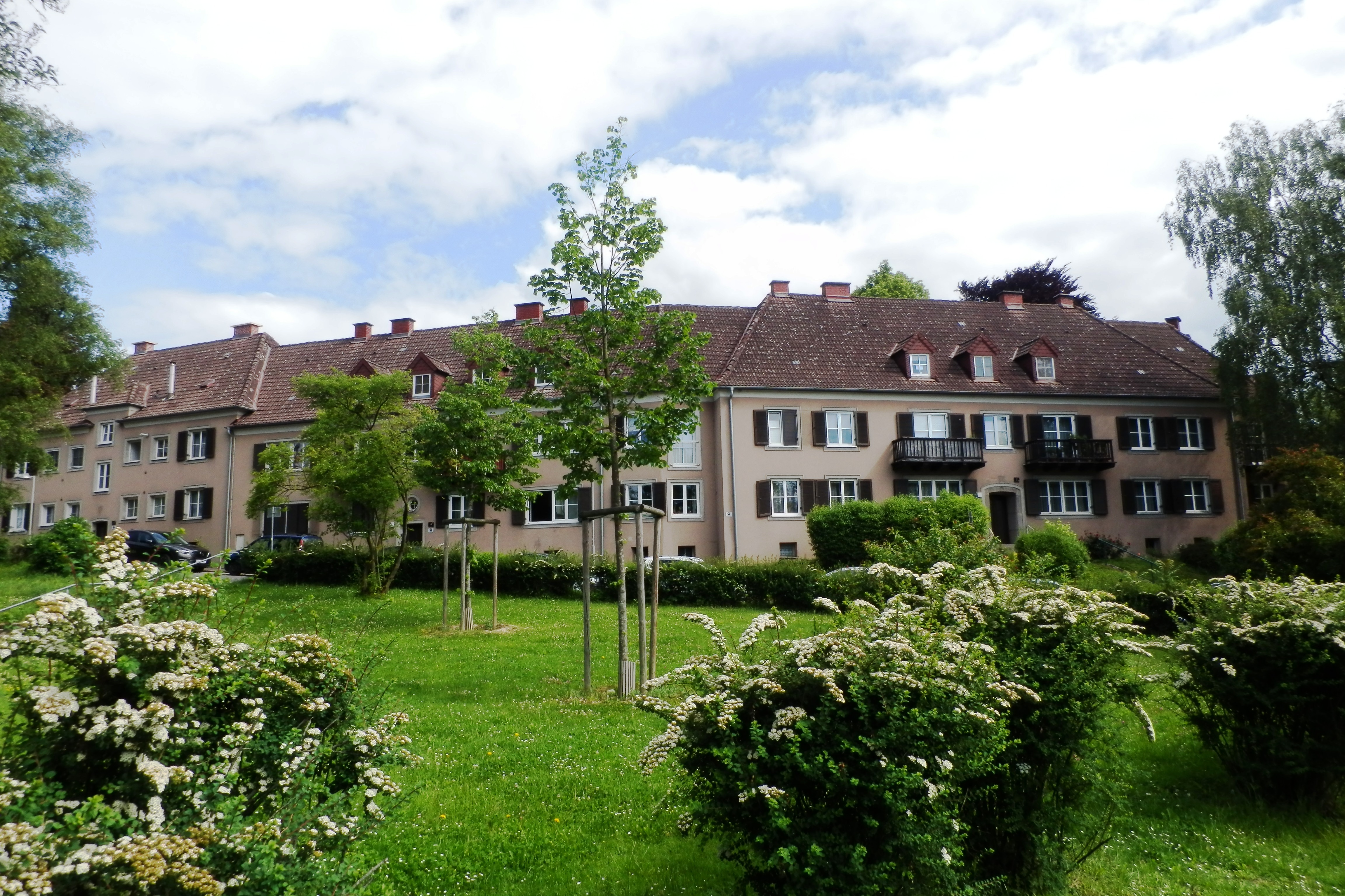
Häuser in der Eisenwerkstraße

Der Stadtteil Spallerhof wurde ab 1938 dicht besiedelt, als Wohnraum für die Aussiedler aus St. Peter und die Beschäftigten der Stahlindustrie benötigt wurde. Zu diesem Zweck wurde die Wohnungsaktiengesellschaft (WAG) mit Verwaltungszentrum in der Muldenstraße 5 gegründet. Nach Plänen des aus Schlesien stammenden Architekten Herbert Rimpl entstanden die Häuser auf dem Spallerhof im Heimatstil der Stuttgarter Schule. Für die meisten Menschen, die dort einzogen, waren diese Wohnungen eine Verbesserung der Lebensqualität, da sie mit eigener Toilette und eigenem Bad ausgestattet waren.
Im Jahr 2014 wurde der Linzer Stadtteil Spallerhof durch Zusammenschluss der vormaligen statistischen Bezirke Wankmüllerhofviertel, Spallerhof und Neue Welt gebildet. 

## Wirtschaft
- Linz AG
- Technologiezentrum Linz
- Wirtschaftsförderungsinstitut

## Einrichtungen
- Der 8,13 ha große Landschaftspark Bindermichl-Spallerhof verbindet seit 2007 über dem 1 km langen Autobahntunnel die Stadtteile Bindermichl und Spallerhof.
- Pfarrkirche St. Peter
- Seniorenzentrum Spallerhof
- Sportpark Lissfeld
- Sportverein Blaue Elf Linz